# Ēriks Žilinskis
Erichs Žilinskis, född 1912, död okänt år, var en lettisk konstnär. 
Žilinskis bedrev arkitekturstudier vid universitetet i Riga samt konststudier vid en privatateljé. Han kom till Sverige i slutskedet av andra världskriget och medverkade i utställningen Estnisk och Lettisk konst som visades på Liljevalchs konsthall 1946 och därefter i ett flertal grupp- och samlingsutställningar. Hans konst består av porträtt och landskapsmålningar.